# الحدود الإسبانية المغربية
الحدود المغربية–الإسبانية تقع على طول بلاثاس دي سوبيرانيا وسبتة ومليلية وجزيرة البران على طول الساحل الشمالي من المغرب.
بين المغرب وسبتة الحدود المعروفة باسم سياج سبتة الحدودي، ويقع أيضا بين مليلية والمغرب الحدود المعروفة باسم سياج مليلية الحدودي.

## الحدود البحرية
المغرب وإسبانيا أيضا تشتركان في الحدود البحرية في جزيرة الكناري وعلى طول مضيق جبل طارق و بحر البوران. أقصر مسافة بين الضفتين على طول مضيق جبل طارق هو 14.3 كيلومتر. منطقة جبل طارق البريطانية تقع على الساحل الشمالي من هذا المضيق.
وأشارت نيفيس ليدي باريتو، وزيرة الإدارات العامة والعدل والأمن في حكومة جزر الكناري، في كلمتها خلال جلسة للبرلمان المحلي، إلى ضرورة ترسيم الحدود البحرية بين البلدين على أساس المفاوضات، بعيدا عما أسمته سياسة الأمر الواقع، منتقدة في الوقت ذاته نقص المعلومات من الحكومة المركزية في مدريد في هذا الشأن، معترفة بأن هذا الملف معقد ويجب حله في إطار المنظمات الدولية المختصة. كما نادت بـالامتثال إلى ضوابط نظام الحكم الذاتي في بلادها والحرص على أن تكون جزر الكناري جزءا من الاجتماعات التي تتم فيها مناقشة ترسيم المجال البحري مع الحكومة المغربية.
وقد بدأ النقاش حول ترسيم الحدود البحرية بين البلدين في سنة 2020 حينما قام المغرب باستصدار قانون يقر بضرورة ترسيم المجال البحري المغربي وكان الموقف الإسباني رافضا للخطوة المغربية. واستنادا إلى القانون الدولي الذي دخل حيز التنفيذ سنة 1994 فإن للمغرب الاحقية في استغلال السواحل المتاخمة للكناري وإقامة منطقة اقتصادية خالصة تصل إلى 200 ميل بحري.   

## أهم المعاهدات
- معاهدة الجزيرة الخضراء وقعت في نيسان / أبريل عام 1906رسم تخطيطي لمدينة مليلية رسم تخطيطي لمدينة سبتة

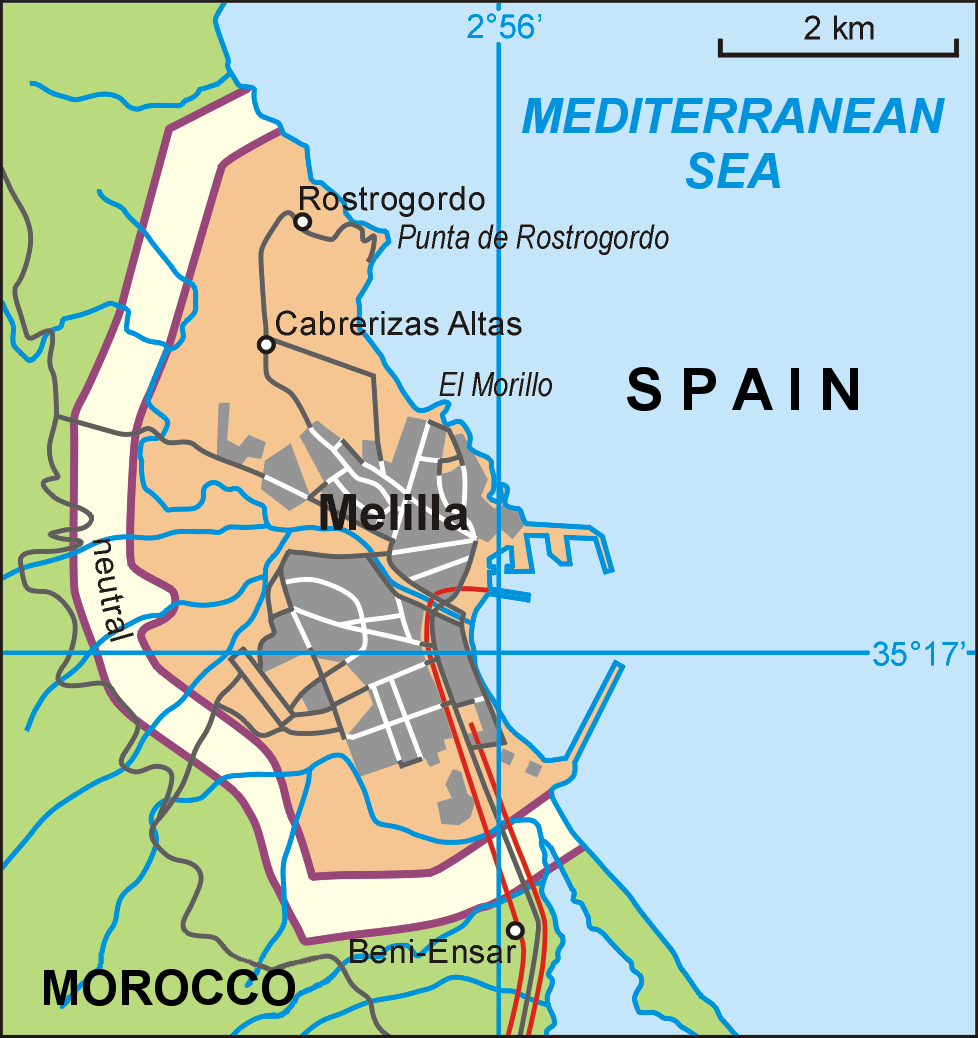
رسم تخطيطي لمدينة مليلية

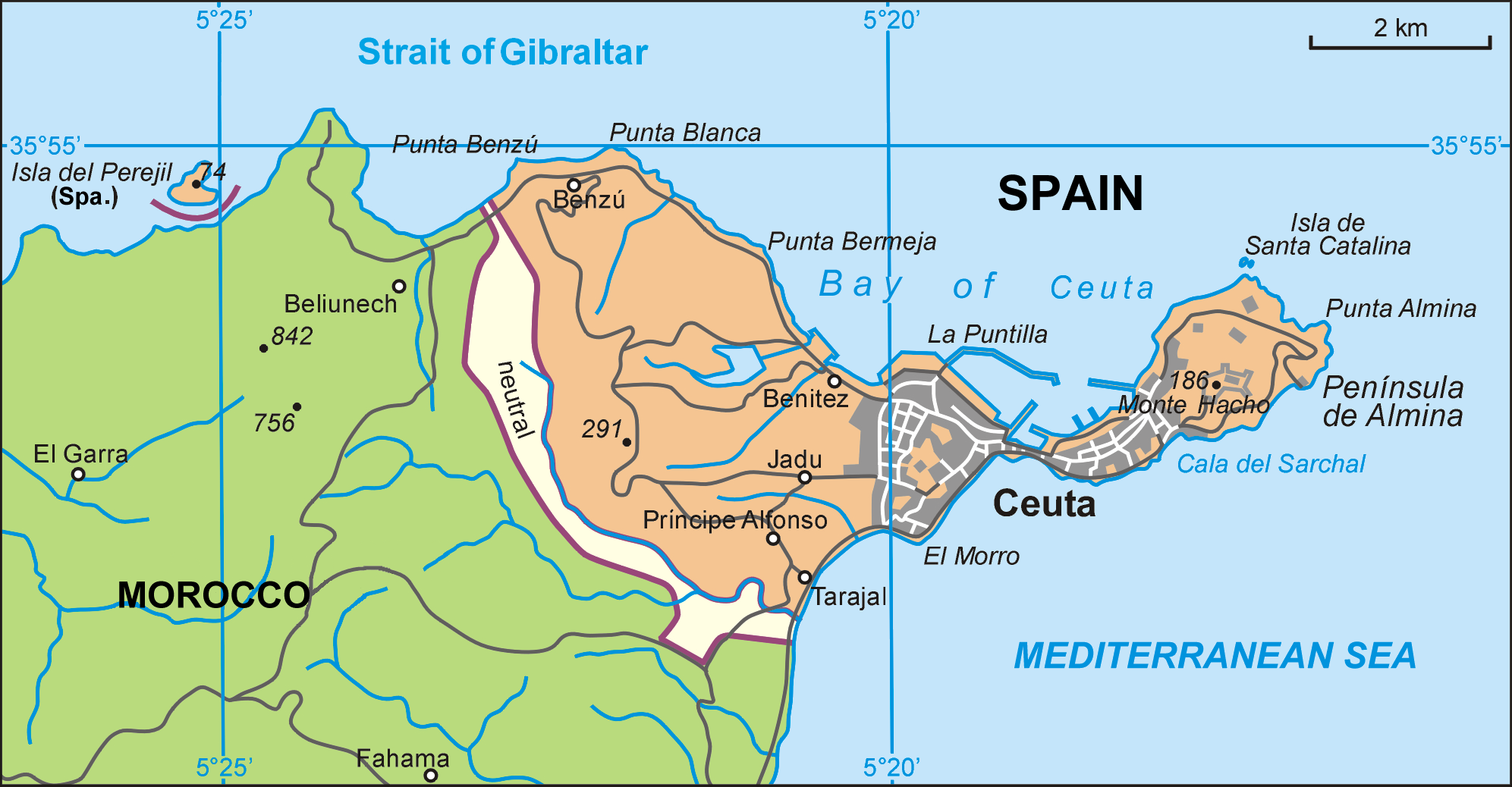
رسم تخطيطي لمدينة سبتة